# Reble (geologia)

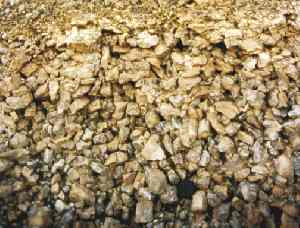
Acumulació de reble procedent d'un vessant

El reble és el sediment detrític (roca) arrossegat per l’aigua d’un riu, un torrent, una glacera o les esllavissades per l'efecte de la gravetat.
El terme també és usat per a anomenar la pedra petita d'una mida o diàmetre, no més gran que el puny humà (3-7 cm). Sovint s'acumula en esbaldregalls, que són dipòsits o acumulacions de fragments de roca, moguts per efecte de l'erosió (despreniments) o per un corrent (rius o glaceres). Generalment s'ubiquen al peu dels vessants de muntanya (tarteres).